# Gmina Ballerup
Gmina Ballerup (duń. Ballerup Kommune) jest jedną z gmin w Danii w regionie Region Stołeczny (dawniej w okręgu Kopenhagi (Københavns Amt)). 
Siedzibą władz gminy jest Ballerup. 
Gmina Ballerup została utworzona 1 kwietnia 1970 na mocy reformy podziału administracyjnego Danii. Kolejna reforma w roku 2007 potwierdziła status gminy.

## Dane liczbowe
- Liczba ludności: (♀ 22 843 + ♂ 23 916) = 46 759
  - wiek 0-6: 9,1%
  - wiek 7-16: 13,0%
  - wiek 17-66: 64,5%
  - wiek 67+: 13,5%
- zagęszczenie ludności: 1375,3 osób/km² (2004)
- bezrobocie: 4,3% osób w wieku 17-66 lat
- cudzoziemcy z UE, Skandynawii i USA: 152 na 10.000 osób
- cudzoziemcy z krajów Trzeciego Świata: 419 na 10.000 osób
- liczba szkół podstawowych: 10 (liczba klas: 254)